# کارلو فونتانا
 کارلو فونتانا (انگلیسی: Carlo Fontana؛ ۲۲ آوریل ۱۶۳۸ – ۵ فوریهٔ ۱۷۱۴) یک معمار، مجسمه‌ساز، و مهندس اهل ایتالیا بود.